# Tata Barahona
Pedro Antonio Barahona Venegas (Santiago, 17 de septiembre de 1971), más conocido como Tata Barahona, es un cantautor, profesor y lutier chileno.

## Biografía

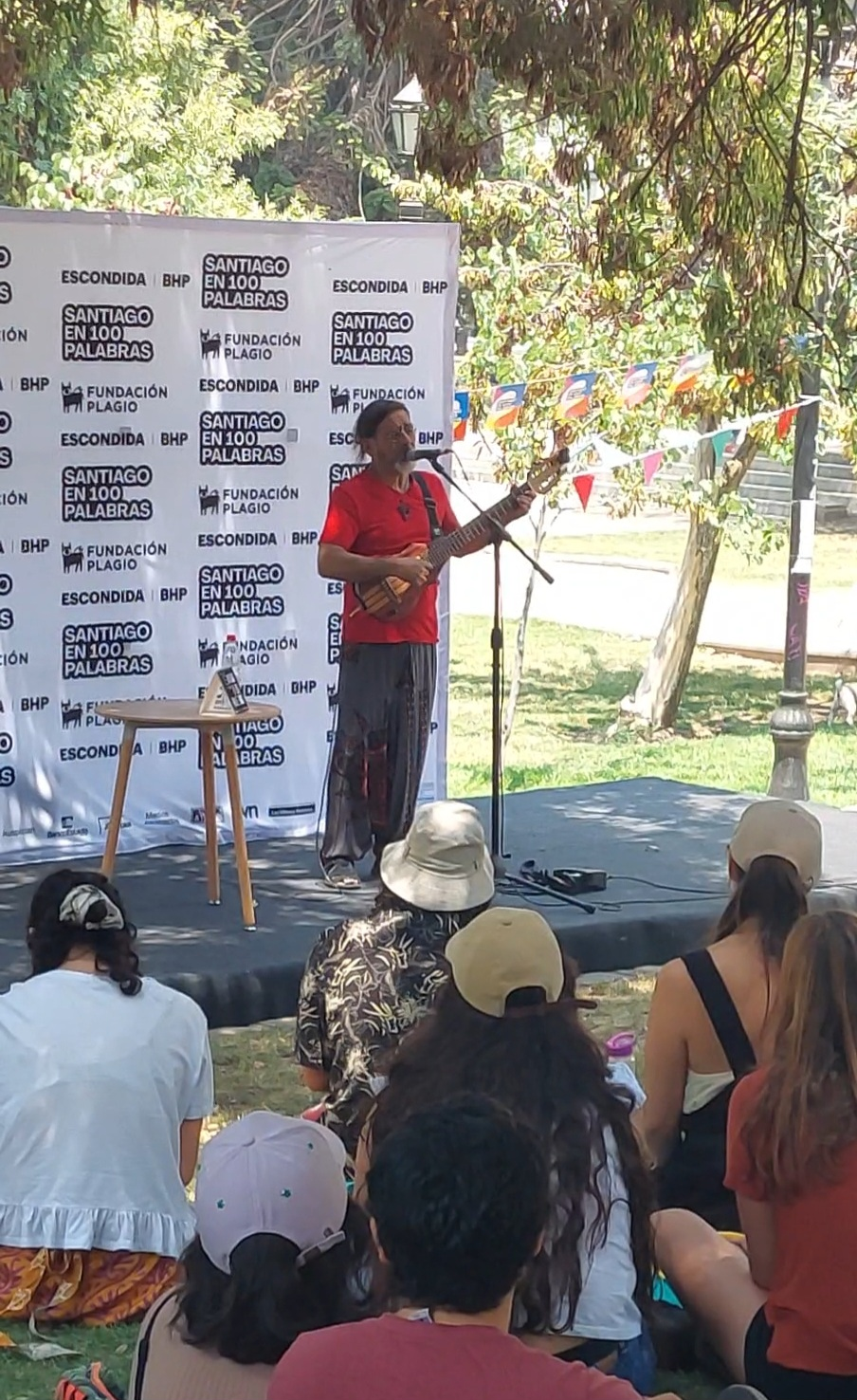
Tata Barahona en Santiago en 100 palabras.

Nació en una modesta familia santiaguina, hijo de Juan Barahona e Inés Venegas. En 1985, influenciado por Víctor Jara, Violeta Parra, Eduardo Gatti, Silvio Rodríguez y otros músicos populares de la nueva canción latinoamericana, inició sus primeros estudios musicales. A finales de la década debutó exitosamente como cantautor y participó en el movimiento cultural de resistencia a la dictadura militar.
Estudió y egresó del Liceo Lastarria en el año 1989. En 1991 ingresó a la UMCE para cursar estudios de pedagogía en música, donde entró en contacto con trovadores como Alexis Venegas, Manuel Huerta y Francisco Villa, para al año siguiente unirse al grupo de teatro y música medieval Calenda Maia. En 1993 publicó su primer trabajo musical, A los amigos y a la compañera, un casete de diez canciones autoproducido y grabado artesanalmente.
Después de una década de trabajo junto a Calenda Maia y como artesano y lutier profesional, en 2003 apareció su segundo disco artesanal, Trovador, que registra un concierto suyo en el pub La Máquina. A éste le siguió otro disco confeccionado artesanalmente, Andar por las cuerdas (2006), grabado durante un recital que ofreció en el histórico bar La Piojera.
En 2011 grabó su primer disco de estudio, Fotografías, cuyo tema «La mejicana» (llamado también «Tilacum chetumare») se convirtió inesperadamente en un fenómeno de YouTube, disparando la popularidad de Barahona. Esta canción —narrada desde el punto de vista de un traficante de drogas y caracterizada por el uso de un lenguaje popular y de modismos del coa o jerga delictual—, se integra junto a composiciones como «República», «Pregón de la pobreza» o «Dos vidas», en un conjunto de relatos que retratan diversos aspectos de la vida cotidiana en Chile.
En 2015 publicó su quinto álbum (y el segundo grabado en estudio), titulado Imágenes, el cual le valió nominaciones a los Premios Pulsar 2016 en las categorías de Álbum del Año, Artista del Año y Mejor Cantautor.

## Discografía

### Álbumes de estudio
- 1993: A los amigos y a la compañera.
- 2003: Trovador.
- 2006: Andar por las cuerdas.
- 2011: Fotografías.
- 2015: Imágenes.
- 2019: Retratos.
- 2020: Cuarenpeña.[1]
- 2021: Baladas.
- 2021: Tata Barahona y Orquesta de Cámara.
- 2023: Guitarra.[17]